# Дубінін Костянтин Михайлович
Костянтин Михайлович Дубінін — український режисер та педагог. Заслужений діяч мистецтв РРФСР (1985), Заслужений діяч мистецтв України (2016).

## Життєпис
Головний режисер Горьківського театру (нині Нижньогородський театр) у 1971-1975 роках.
Волгоградський театр Закінчив ДІТМ, акторський курс, майстерня Гончарова Після закінчення навчання грав у Малому театрі.
Викладає у КНУТКіТ ім. Карпенко-Карого, був режисером Київського академічного театру юного глядача на Липках.

## Постановки
Київський камерний театр
- 1992 — «Місячна пісня» за Олександром Олесем

Київський академічний театр юного глядача на Липках
- 1994, 3 квітня — «Не від світу цього» Олександра Островського
- 1996, 23 квітня — «Гедда Ґаблер» за однойменною п'єсою Генріка Ібсена
- 1997, 26 вересня — «Моральність пані Дульської» Габріелі Запольської
- 1998, 14 листопада — «Танцюй під власну дуду» Ніла Саймона
- 1999, 10 лютого — «Потоп» Олександра Пушкіна
- 1999, 22 квітня — «Пригоди Тома Сойєра» Марка Твена («Київська пектораль» «за найкращу дитячу виставу»)
- 2000, 24 травня — «Міщанин-шляхтич» Мольєра
- 2000, 5 жовтня — «Карлсон запрошує гостей» Астрід Ліндґрен
- 2001, 4 жовтня — «Лис Микита» Івана Франка («Київська пектораль» «за найкращу дитячу виставу»)
- 2002, 20 грудня — «Вовки та…» Олександра Островського (художній керівник постановки М. Михайличенка. «Київська пектораль» «за найкращий режисерський дебют»)
- 2003, 25 квітня — «Ляльковий дім» Генріка Ібсена
- 2004, 20 листопада — «Придурок у стилі рококо» М. Френкеля
- 2006, 8 квітня — «Кіцин дім» Самуїла Маршака (номінант «Київська пектораль» «за найкращу дитячу виставу»)
- 2006, 23 листопада — «Хімера» Неди Нежданої
- 2008, 7 жовтня — «Чарівник країни OZ» Френка Баума
- 2009, 10 липня — « Безталанна» за однойменною п'єсою Івана Карпенка-Карого
- 2010, 11 червня — «Роман доктора» Костянтина Дубініна за Антоном Чеховим
- 2020, 5 вересня — «Навіжена» за п'єсою О. Степнової

Київський національний академічний Молодий театр
- 2021, 28 листопада — «Капітанська дочка» за романом Олександра Пушкіна[4]

## Учні
- Бандура Оксана
- Білий Максим
- Білоус Андрій Федорович
- Жилінська Вікторія
- Какарькін Максим Олександрович
- Кобзар Олександр Миколайович
- Колтовський Ігор Анатолійович
- Лебедєва Світлана
- Меженін Антон Сергійович
- Садаклієв Станіслав Сергійович
- Савенков Сергій
- Самара Галина
- Сидоренко Євгеній Костянтинович
- Тищук Євген Віталійович
- Цибань Ганна
- Шевченко Владислав Олександрович